# 廖創興企業
廖創興企業有限公司 （英文： Liu Chong Hing Investment Limited）（港交所：0194），於1970年創立，是香港一間投資及地產發展商，現今發展項目遍及香港和中國，包括廣州、上海等地。 另外，廖創興企業作為一個有30多家子公司的控股公司，其下業務也包括廖創興物業管理、地產代理、工業生產製造、股份投資等。
廖創興企業於1972年已經在香港的股票交易所上市，廖氏集團有限公司為廖創興企業最大的股東。
在1994年，廖創興企業分拆廖創興銀行（現稱創興銀行）於香港聯合交易所上市，但於2014年起成為越秀集團成員。
2013年2月5日廖創興企業與獨立第三者簽訂框架協議，以16.99億元人民幣（約21.1億港元）出售佛山市翠湖綠洲花園，該項目佔地逾25.6萬方米，第一期已落成。
廖創興企業的董事會成員包括有:
- 廖烈文（2015年病逝）
- 廖烈武（2017年病逝）
- 廖烈智
- 廖烈忠（2019年病逝[1]）
- 廖金輝
- 廖駿倫
- 廖俊寧
- 李偉雄
- 馬鴻銘

廖創興企業的註冊地址曾在香港皇后大道中18號新世界大廈，現在設於香港德輔道中24號創興銀行中心23樓。

## 外部連結
- 廖創興企業官方網站 （页面存档备份，存于）

1. ↑  .   [2019-07-15]. （原始内容存档于2019-07-16）.